# Tevfik Esenç
Tevfik Esenç (1904 - 7 de outubro de 1992) foi um circassiano exilado na Turquia e o último falante nativo conhecido da língua Ubykh

## Biografia
Esenç foi criado pelos avós falantes do ubykh durante seu tempo na vila de Hacı Osman, na Turquia, onde ele serviu como muhtar (prefeito) do vilarejo antes de conseguir um cargo no serviço civil de Istambul. Lá, Esenç capacitou-se em trabalhar com o linguista francês Georges Dumézil e seu associado Georges Charachidzé para ajudá-los a gravar sua língua. Nem todos os trabalhos de Charachidzé (1930-2010) foram publicados. Outros que conheceram Esenç e produziram trabalhos em Ubykh são: o norueguês Hans Vogt (1911-1992); o britânico George Hewitt, que em 1974 visitou Hacı Osman Köyü e realizou gravações com Esenç em Istambul; o abecásio Viacheslav Chirikba, que escreveu sobre os assentamentos e sobrenomes Ubykh; e o turco A. Sumru Özsoy.
Possuindo uma excelente memória e entendendo rapidamente os objetivos de Dumézil e os outros linguistas que vieram visitá-lo, ele era uma fonte primária não apenas da língua Ubykh, mas também da mitologia, cultura e costumes do povo Ubykh. Ele não falava apenas Ubykh, mas também fluentemente o turco e o dialeto Hakuchi da língua Adigue, permitindo alguns trabalhos comparativos entre esses dois idiomas da família do noroeste do Cáucaso. Ele era um purista, e seu idioleto do Urikh foi considerado por Dumézil como o mais próximo de uma linguagem padrão "literária" da língua Urikh que existia. Esenç é praticamente responsável por todo o conhecimento atual disponível sobre o Ubykh no mundo.
Esenç morreu em 1992 aos 88 anos de idade. A inscrição que em sua lápide está como foi por ele pedido: "Este é o túmulo de Tevfik Esenç. Ele foi a última pessoa falante da língua que eles chamavam de Ubykh."
Em 1994, A. Sumru Özsoy organizou uma conferência internacional denominada "Conferência sobre a Linguística do Noroeste do Cáucaso", na Universidade de Boğaziçi, em mémoria de Dumézil e Esenç.